# أشلي رايت
أشلي رايت (21 أكتوبر 1980 في المملكة المتحدة - ) (بالإنجليزية: Ashley Wright)‏ هو لاعب كريكت بريطاني. لعب مع نادي مقاطعة ليسترشاير للكريكت ‏ وLeicestershire Cricket Board ‏ وLincolnshire County Cricket Club ‏ ونادي مقاطعة ستافوردشاير للكريكت ‏.

## وصلات خارجية
- أشلي رايت على موقع إي آس بي آن كريك إنفو (الإنجليزية)